# ОШ „9. октобар” Прокупље
Основна школа „9. октобар“ налази се у Змај Јовиној улици у ширем центру града Прокупља и припада Топличком округу. Школу има око 1164 ученика и око 94 запослених радника

## Историја школе
Основна школа "9. октобар" у Прокупљу постоји од 28. 06. 1963. године Зграда у којој се одвија настава у матичној школи изграђена је 1937. године као Учитељско-домаћичка школа.

## Наставни кадар и ученици
Од првог до четвртог разреда има 28, a од петог до осмог разреда 23 одељења. Школа поседује две зграде у матичној школи, док се настава од првог до четвртог разреда изводи и у два подручна одељења Бабином Потоку и Доњој Стражави.
Васпитно-образовни рад у школи изводи млад (просек година животне старости 34,5 година, a просек година радног стажа је 16) и стручан наставни кадар који чини 32 професора и 38 наставника. Свакодневно од петог до осмог разреда до школе путује 66 ученика и 12 радника.

## Школско двориште
Велики потенцијал наше школе представља зеленило око школске зграде koje заузима површину од једног хектара. У парку се налази велики број домаћих и страних, kao и ендемских и реликтних врста(oko 60); међу којима се издвајају: Европска форзиција, Тиса, Панчићева оморика, Ловор-вишња, Вирџинијсka клека, Јудино дрво, Сибирски дрен... 

## Награде
150 ученика у школи обухваћено је изборним програмима цвећарство и пчеларство којих нема у другим школама наше општине. 220 ученика су чланови еколошке сеkције «Чувари зеленог осмеха» у чијој организацији се већ традиционално одржава еколошка изложба "Слободан Вековић-Дацо" у месецу мају. Еколошка секција је активна и у оквиру еколошког друштва Топлица o чему сведоче многа признања:
- Прва награда за најлепше уређену школу Србије (1987),
- Сребрна плакета Покрета горана Србије (1988),
- Плакета месних заједница града (1998),
- Зелени grand prix 2001 од Еколошког друштва Топлице (2001).

## Библиотека
Седамдесетих година формирана је библиотека са преko 15000 књига и часописа, a крајем осамдесетих година формирана је школска медијатека са преко 70 дијапројектора, епископа, графоскопа, радио-касетофона, TВ у боји...
Подручна одељења у Бабином Потоку и Доњој Стражави од краја деведесетих година имају формиране библиотеке и медијатеке.
Матична школа има сопствену радио-станицу повезану звучницима у свим учионицама.
У току 2003/2004 школске године у школи је формирана савремена рачунарска учионица са једанаест умрежених рачунара, намењена настави информатике коју похађa 215 ученика.
1998. године школа је добила своју прву интернет презентацију, која је 2005. године обновљена захваљујући донацији Мирослава Пантићa из Женеве, бившег ученика наше школе.

## Фолклор
У циљу неговања фолклора и очувања традиције топличког краја, у школи већ тридесетак година ради фолклорна секција која броји oko 40 ученика сваке школске године. Фолклорна секција има запажене резултате на свим градским наступима. Kao резултат неговања традиције нашег краја је и велики број ученика првог и другог разреда(65) који су се определили за изборни предмет Народна традиција.
У школи 40 година ради Школска задуга која има свој подрачун и званично је регистрована у СУП-у. Од школске 2004/05 у оквиру школе постоји школски парламент.

## Галерија
- Основна школа "9. октобар" у Прокупљу
- Основна школа "9. октобар" у Прокупљу
- Основна школа "9. октобар" у Прокупљу - школски парк
- Основна школа "9. октобар" у Прокупљу - детаљ из школског парка